# With Honors
With Honors (titulada en castellano Con honores o Un intruso en Harvard) es una película estadounidense de 1994 dirigida por Alek Keshishian que se desarrolla dentro del ambiente universitario estadounidense, y que reflexiona sobre la validez de las calificaciones académicas en la vida real.

## Argumento
El protagonista, Montgomery "Monty" Kessler' (Brendan Fraser), es un inteligente estudiante de Harvard convencido de que se graduará Cum Laude (con honores). Para ello debe entregar su tesis doctoral, un trabajo de 88 páginas que está prácticamente terminado ya en los primeros minutos de la película. Pero después de que su disco duro se rompa en mitad de la noche, decide salir con la única copia impresa que tiene de su trabajo, con el objetivo de fotocopiarla o duplicarla de algún modo. Los nervios y la mala fortuna hacen que su tesis doctoral caiga en manos de un irascible vagabundo que decide calentarse quemando una a una las páginas de su trabajo.
Ante los ruegos de Monty, el indigente Simon Wilder (Joe Pesci) le propone un intercambio: Simon le dará una página por cada petición que Monty le conceda. El riesgo evidente que todo el legajo caiga inmediatamente en el fuego lo convence. Al principio sus compañeros de cuarto Everett (Patrick Dempsey), Jeff (Josh Hamilton) y Courtney (Moira Kelly) no le soportan, pero según va profundizado la relación, el hecho de recuperar o no la tesis pasa a un segundo lugar.

## Reparto
- Joe Pesci: Simon B. Wilder
- Brendan Fraser: Montgomery "Monty" Kessler
- Moira Kelly: Courtney Blumenthal
- Patrick Dempsey: Everett Calloway
- Josh Hamilton: Jeff Hawkes
- Gore Vidal: Professor Pitkannan
- James Deuter: Judge
- Mara Brock Akil: Ms. Moore
- Shanesia Davis: Dr. Cecile Kay
- Claudia Haro: Marty

## Banda sonora
La banda sonora fue lanzada el 22 de marzo de 1994 por Maverick Records. Contiene el exitoso tema de la película «I'll Remember» por la artista estadounidense Madonna. Ella recibió nominaciones de varias instituciones por la canción.

### Lista de canciones
1. «Thank You» - Duran Duran
2. «I'll Remember» (Theme from With Honors) - Madonna
3. «She Sells Sanctuary» - The Cult
4. «It's Not Unusual» - Belly
5. «Cover Me» - Candlebox
6. «Your Ghost» - Kristin Hersh/Michael Stipe
7. «Forever Young» - The Pretenders
8. «Fuzzy» - Grant Lee Buffalo
9. «Run Shithead Run» - Mudhoney
10. «Tribe» - Babble
11. «Blue Skies» - Lyle Lovett
12. «On the Wrong Side» - Lindsey Buckingham